# Arielle Dombasle
Arielle Laure Maxime Sonnery de Fromental (Hartford, Connecticut, Estados Unidos, 27 de abril de 1953), conocida como Arielle Dombasle, es una actriz y soprano francesa. En su juventud también fue modelo.

## Biografía
Nació el 27 de abril de 1953 en Hartford, Connecticut. Su nombre de registro civil es Arielle Laure Maxime Sonnery.  Su padre, Jean-Louis Melchior Sonnery de Fromental, era empresario, arqueólogo y coleccionista de arte precolombino. Su madre, Francion Garreau-Dombasle, era hija de Maurice Garreau-Dombasle, que había sido embajador de Francia en México. 
Pasó su infancia en México donde se familiarizó con la cultura hispano mexicana en la embajada de Francia con sus abuelos. En 1976 fue a París a estudiar en el Conservatorio Internacional de Música. Poseedora de una gran apariencia con un rostro felino de rasgos agudos y figura destacable, trabajó como modelo de pasarela en sus inicios. Arielle tomó el seudónimo de Arielle Dombasle en memoria de su madre, que murió a la edad de 36 años. Fue criada como católica. Domina el idioma español, francés e inglés a la perfección.
En 1981 apareció en un desnudo total en el film érotico: Los frutos de la pasión junto a Klaus Kinski.
En 1978 fue su debut como actriz cinematográfica en la película Perceval le Gallois, de Éric Rohmer, y grabó su primer disco, Cantate 78.  
En 1986 apareció como Callie, la sufrida y atractiva esposa de un agresivo narcotraficante llamado Basset (Ted Nugent) en un capítulo de la serie  Miami Vice (episodio "Definitely Miami") junto a Don Johnson Y Philip Michael Thomas donde se hizo más conocida.
En 2003 debutó en el teatro, bajo la dirección de Jérôme Savary. En 2007 fue nombrada Caballero de la Legión de Honor. En ese mismo año actuó en el cabaret Crazy Horse de París como meneuse de revue (vedette), con el nombre artístico de Dolorès Sugar Rose.

## Vida personal

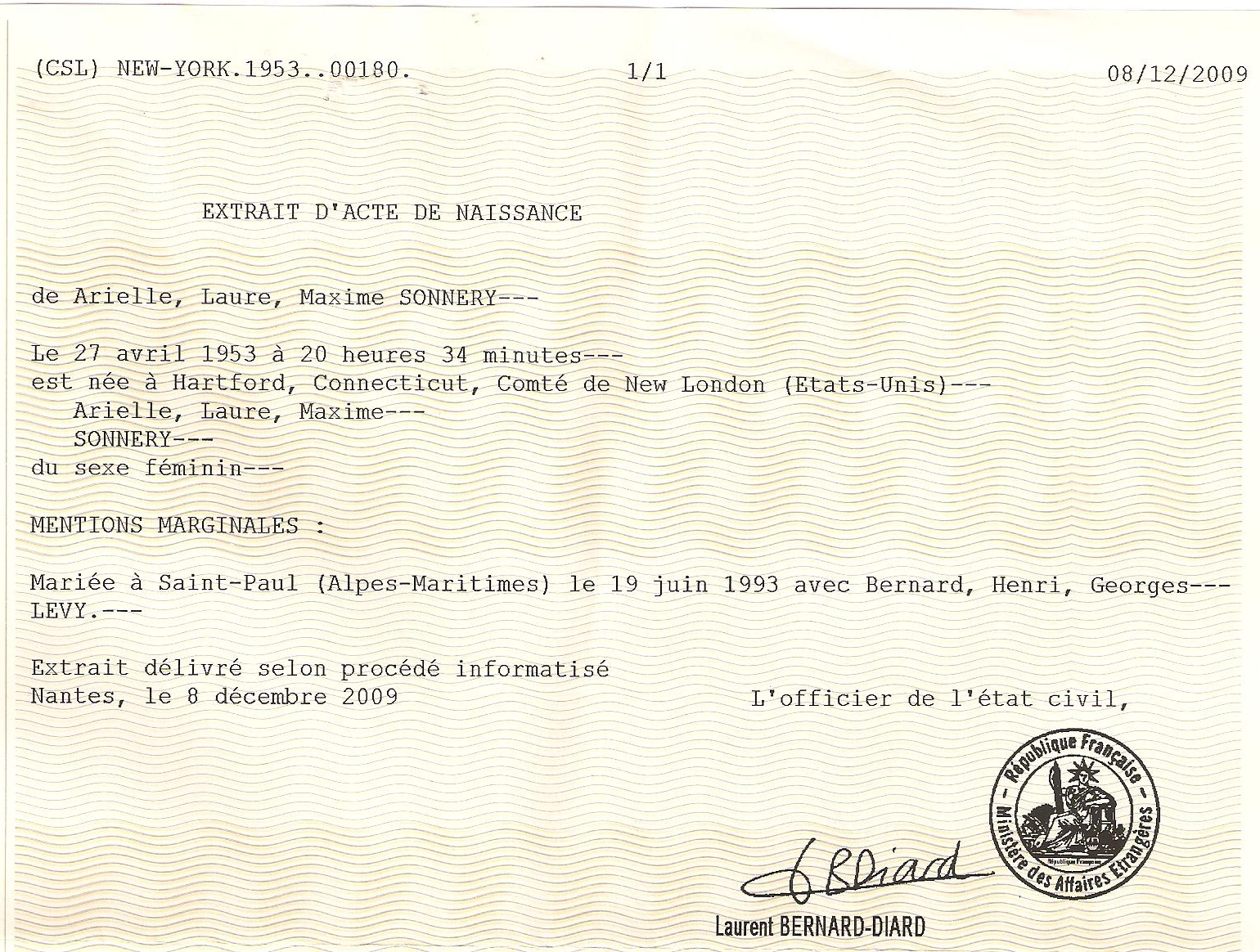
Certificado de nacimiento de Arielle Dombasle

Su primer matrimonio en 1976 fue con el Doctor en odontología Paul Alboy quien era socialité de Playboy y la diferencia de edad era de 32 años entre ellos, se separaron en 1985.
Está casada desde 1993, en segunda instancia con el filósofo francés Bernard-Henri Lévy y es madrastra de sus dos hijos. Se definió a sí misma, por su aspecto físico, como «a Crazy Horse dancing girl» (una bailarina del Crazy Horse) y, culturalmente, como una ciudadana de cultura  chicana.

## Producción artística

### Filmografía parcial
- Perceval le Gallois de Éric Rohmer, 1978.
- Tess de Roman Polanski, 1979.
- Les Fruits de la passion de Terayama Shūji, 1980.
- Le Beau Mariage de Éric Rohmer, 1982.
- La Belle Captive de Alain Robbe-Grillet, 1983
- Pauline à la plage de Éric Rohmer, 1983
- Miami Vice (episodio "Definitely Miami"),1986.
- Flagrant désir de Claude Faraldo, 1986.
- The Boss' Wife de Ziggy Steinberg, 1986.
- Try This One for Size de Guy Hamilton, 1989.
- El sueño del mono loco de Fernando Trueba, 1989.
- L'absence de Peter Handke, 1993.
- L'Arbre, le maire et la médiathèque de Éric Rohmer, 1993.
- Miroslava de Alejandro Pelayo, 1993.
- Un indien dans la ville de Hervé Palud, 1994.
- Les Cent et une nuits de Simon Cinéma de Agnès Varda, 1995.
- Mecánicas celestes de Fina Torres, 1995.
- Un bruit qui rend fou de Alain Robbe-Grillet et Dimitri de Clercq, 1995
- Raging Angels de Alan Smithee, 1995.
- Le Jour et la nuit de Bernard-Henri Lévy, 1997.
- L'ennui, de Cédric Khan, 1998.
- El tiempo recobrado, de Raoul Ruiz, 1998.
- Astérix et Obélix contre César de Claude Zidi, 1999.
- Vatel de Roland Joffé, 2000.
- Le Courage d'aimer de Claude Lelouch, 2005.
- C'est Gradiva qui vous appelle de Alain Robbe-Grillet, 2006.
- Sagan de Diane Kurys, 2008.
- Ni reprise, ni échangée de Josée Dayan, 2010.
- La mer à l'aube de Volker Schlöndorff, 2011.
- Opium de Arielle Dombasle, 2013.
- Valentin Valentin, Pascal Thomas, 2014.
- Ma mère est folle de Diane Kurys, 2018.
- Alien Crystal Palace de Arielle Dombasle, 2018.
- Trop jeune pour moi de Jérémy Minui, 2020.
- Alibi.com 2 de Philippe Lacheau, 2023.
- Les Secrets de la princesse de Cadignan de Arielle Dombasle, 2023.

### Teatro
- 1979: La Fugue, en el Théâtre de la Porte Saint-Martin, dirección Jean-Claude Brialy.
- 1979: La petite Catherine de Heilbronn, en la Maison de la culture de Nanterre, dirección Éric Rohmer.
- 1985: Retour à Florence, en el Théâtre Renaud-Barrault, dirección Simone Benmussa.
- 1991: L'absolu naturel, en el Théâtre Renaud-Barrault, dirección Simone Benmussa.
- 1991: L'as-tu revue ?, en la Opéra Comique, dirección de Olivier Benezech.
- 1992: Le Jugement Dernier, de Bernard-Henri Lévy, en el Théâtre de l'Atelier, dirección Jean-Louis Martinelli.
- 2003: La Belle et la toute petite bête, adaptación del cuento La Bella y la Bestia, en la Opéra Comique, dirección de Jérôme Savary.
- 2008: Don Quichotte contre l'Ange Bleu, en el Théâtre de París, dirección de Jérôme Savary.
- 2013: El Tigre, en el Théâtre du Rond-Point, dirección de Alfredo Arias.
- 2017: Folle Amanda, en el Théâtre de París, dirección de Marie-Pascale Osterrieth.

## Discografía

### Sencillos
- 1982: Je n'sais pas avec qui?
- 1985: Cantate 78
- 1986: Je te salue, Marie
- 1988: Nada más
- 1989: Amour symphonique
- 2000: Liberta
- 2000: Odysseus
- 2000: Cold Song
- 2004: Rhum and coca-cola
- 2006: C'est si bon
- 2007: Où Tu Veux
- 2009: Extra-terrestre
- 2009: Women just a woman
- 2010: Hasta siempre
- 2011: Porque te vas
- 2011: Mambo 5
- 2013: Ave María
- 2014: My love for evermore (con The Hillbilly Moon Explosion y Nicolas Ker)
- 2016: I'm not here anymore (con Nicolas Ker)
- 2016: Carthagena (con Nicolas Ker)
- 2020: Le chant des sirènes (We bleed for the ocean) (con Nicolas Ker)
- 2020: Just come back alive (con Nicolas Ker)
- 2020: Le grand hôtel (con Nicolas Ker)
- 2020: Humble guy (con Nicolas Ker)
- 2020: Twin kingdom valley (con Nicolas Ker)
- 2020: Desdemona (con Nicolas Ker)
- 2021: Deconstruction of the bride (con Nicolas Ker)
- 2022: Fever
- 2022: Barbiconic
- 2024: Boys in the backroom
- 2024: Diamonds are forever
- 2024: Olympics
- 2024: Jingle Bells

### Álbumes de estudio
- 2000: Liberta
- 2002: Extase
- 2004: Amor Amor
- 2006: C'est si bon
- 2009: Glamour à mort
- 2011: Diva Latina
- 2013: Arielle Dombasle by Era
- 2015: French kiss (con The Hillbilly Moon Explosion)
- 2016: La Rivière Atlantique (con Nicolas Ker)
- 2018: Les Parisiennes (con Mareva Galanter, Inna Modja y Helena Noguerra)
- 2020: Empire (con Nicolas Ker)
- 2024: Iconics

### Vídeo
- Arielle Dombasle, Amor Amor (Actuación en el Olympia de París) (2002, 1DVD)
- Arielle Dombasle en concert à l'Olympia (2005, DVD & CD)
- Arielle Dombasle au Crazy Horse (2007)